# Stenostira
Stenostira is een geslacht van zangvogels uit de familie Stenostiridae. De enige soort:
- Stenostira scita – Elfvliegenvanger